# Pokój w Alais
Pokój w Alais, znany również jako Pokój łaski – traktat pokojowy wydany w formie edyktu królewskiego, kończący wojnę korony francuskiej z hugenotami, podpisany przez króla Ludwika XIII 27 września 1629 roku. Jako końcowy epizod wojen religijnych we Francji, edykt był wynikiem kompromisu wynegocjowanego przez kardynała Richelieu, a także wyrazem dalekowzroczności pierwszego ministra Francji. Richelieu złamawszy potęgę militarną i polityczną hugenotów w edykcie łaski potwierdził jednocześnie w całej rozciągłości ich przywileje dotyczące swobody kultu zagwarantowane im w edykcie nantejskim jeszcze przez Henryka IV. Umożliwiło to pogodzenie hugenotów z koroną, co było niezwykle ważne w obliczu nieodległego włączenia się Francji w wojnę trzydziestoletnią.

## Tło

### Pozycja hugenotów we Francji w XVII wieku

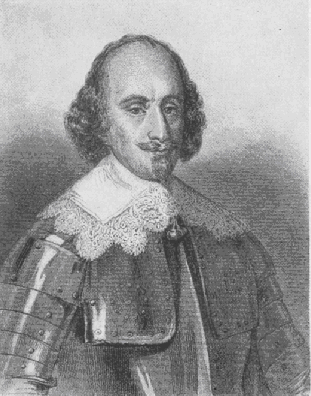
Henryk de Rohan (1579-1638)

Zakończenie wojen religijnych we Francji i sojusz hugenotów z koroną był jednym z głównych sukcesów politycznych króla Henryka IV (1589–1610). Wydany przez niego edykt nantejski (1598) gwarantował hugenotom nie tylko wolność religijną, ale również przywileje polityczne: posiadanie własnych miejsc bezpieczeństwa - miast i twierdz, które miały zagwarantowaną nietykalność ze strony katolików. Było to konieczne wobec narosłej w ciągu lat wojen domowych nienawiści między hugenotami a większością katolicką, która doprowadziła w drugiej połowie XVI wieku do wielu masakr protestantów. Edykt nantejski, jakkolwiek wprowadził we Francji pokój, nadał szeroką autonomię miastom i szlachcie hugenockiej, tworząc państwo w państwie. W czasach Henryka IV, którego rządy były przez hugenotów popierane i który sam otaczał się protestantami, problem w zasadzie nie istniał.  Jednak po zamordowaniu króla w 1610 roku władzę nad Francją jako regentka przejęła wdowa po Henryku IV, Maria Medycejska, która była zagorzałą katoliczką. Protestanccy ministrowie zostali zdymisjonowani, a ich miejsce szybko zajęli przedstawiciele parti devot - stronnictwa ultrakatolików, których wspierała sama królowa. Zepchnęło to hugenotów do roli stronnictwa opozycyjnego. Zamożne i energiczne elity miast hugenockich szukały oparcia wśród państw protestanckich - w pierwszej kolejności w Anglii. Odsunięcie Marii Medycejskiej od steru rządów (1617) niewiele zmieniło w położeniu protestantów. Młody król Ludwik XIII wychowany był wśród katolików, a bunty, jakie za jego małoletności podnosili hugenoci, nastroiły go do nich niechętnie. Król osobiście kilkukrotnie wyprawiał się przeciw hugenotom, odbierając im pojedyncze twierdze: Saint-Jean-d’Angély (1621), Île de Ré (1625). Mimo tego potęga hugenotów nie została złamana, a przewodzący im książę Henryk de Rohan fortyfikował kolejne miasta na południu Francji. Starcia między katolikami i hugenotami, jakie powtarzały się w kolejnych latach, przypominały niebezpiecznie wojny religijne XVI wieku. Chcący budować silną władzę królewską kardynał Richelieu, który od 1624 powoli przejmował ster rządów, postanowił zgnieść opozycję hugenocką nie tyle z pozycji katolickiej, ale z pozycji władzy centralnej. Niezależność hugenotów była bowiem nie do pogodzenia z rodzącą się teorią absolutnej i suwerennej władzy króla.

### Wojna 1627-1629

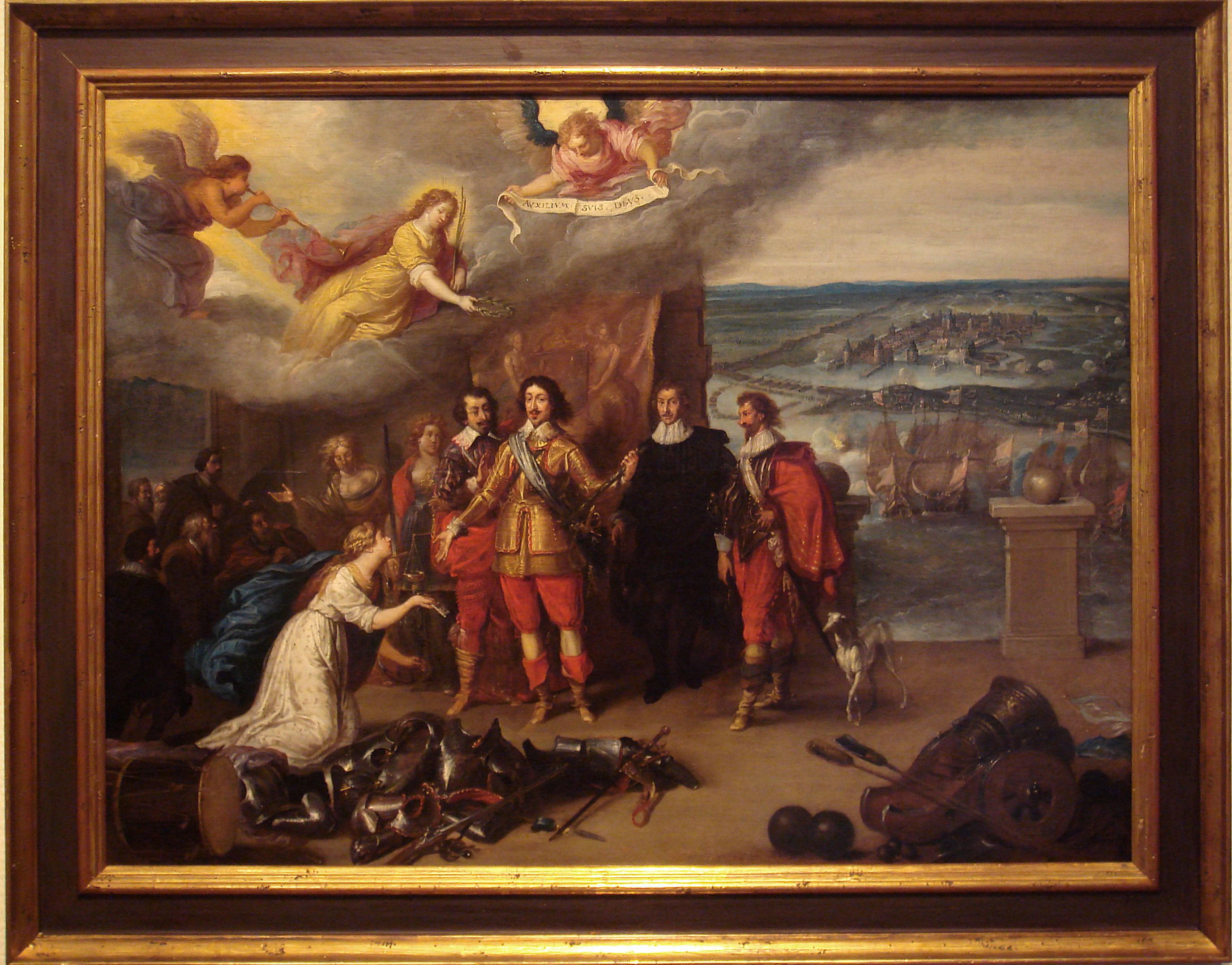
Kapitulacja La Rochelle (obraz z epoki).

Walka wypowiedziana hugenotom pociągnęła za sobą konflikt z Anglią (wojna angielsko-francuska 1627-29). W czerwcu 1627 roku Anglicy pod wodzą księcia Buckingham usiłowali odbić z rąk francuskich Île de Ré - wyspę strzegącą wejścia do portu La Rochelle, najważniejszej z fortec protestanckich we Francji. Atak angielski nie powiódł się i wojska królewskie rozpoczęły w sierpniu 1627 oblężenie La Rochelle. Ponieważ miasto mogło być zaopatrywane od strony morza, Richelieu rozkazał wybudować wał odgradzający port i ustawić przy wejściu do portu silną artylerię. Prace inżynieryjne ukończono w kwietniu 1628 roku i odtąd kolejne angielskie próby odblokowania miasta od strony morza nie powiodły się. Podobnie nieudana była próba wzniecenia powstania na południu Francji, jakiej podjął się Henryk de Rohan (luty 1628). Wobec tych niepowodzeń, miasto poddało się po 14 miesiącach nieprzerwanego oblężenia, 28 października 1628 roku. Upadek La Rochelle był głównym ciosem wymierzonym w protestantów. Kolejne twierdze hugenockie poddawały się armii królewskiej, aż wreszcie poddał się sam Henryk de Rohan i 28 czerwca 1629 w ostatniej twierdzy hugenockiej - Alais, podpisał pokój łaski, na warunkach zaproponowanych przez kardynała Richelieu.

## Postanowienia traktatu
- Hugenotom odebrano wszystkie ich twierdze, uznawane wcześniej jako „miejsca bezpieczeństwa” (places de sûreté), rozkazano też zburzyć mury 40 hugenockich miast;
- rozwiązano organizację wojskową hugenotów;
- protestanci utracili prawo do zgromadzeń;
- miasto La Rochelle za przymierze z obcym państwem utraciło przywileje handlowe;
- zachowali natomiast hugenoci wolność wyznania, a także wolność kultu w kształcie nadanym im przez edykt nantejski (a więc z wyłączeniem Paryża i 5 mil od niego);
- zapewniono protestantom uczciwy wymiar sprawiedliwości - trybunały sądzące hugenotów miały mieć mieszany skład wyznaniowy;
- ogłoszono amnestię i bezpieczeństwo majątkowe wszystkim walczącym przeciw królowi, którzy poddali się z własnej woli.

## Znaczenie i skutki
Kardynał Richelieu w walce z hugenotami korzystał z poparcia parti dévot i Marii Medycejskiej, dzięki której zrobił karierę. Jednak w odróżnieniu od swych politycznych sprzymierzeńców z początku kariery nie walczył on z hugenotami z powodów religijnych. Bezpośrednim skutkiem pokoju łaski było więc narażenie się wojującym katolikom i samej królowej matce. Starcie ze stronnictwem królowej Richelieu wygrał w rok po pokoju w Alais, podczas tzw. „dnia oszukanych”. Od tej pory władza kardynała miała być niezagrożona.
Pokój w Alais był też ważnym etapem w budowaniu centralizmu i absolutyzmu królewskiego. Likwidacja niezależności politycznej hugenotów leżała w interesie rządu centralnego i jak to podkreślał w swoich pismach Richelieu, była częścią „racji stanu” Francji. Z drugiej strony powściągliwość w prześladowaniu hugenotów umożliwiła budowę trwałego pokoju wewnętrznego.
Oprócz stabilizacji wewnętrznej pokój łaski miał ważne znaczenie międzynarodowe. Francja, która w wojnie trzydziestoletniej stanęła po stronie obozu protestanckiego przeciw Habsburgom, nie mogła pozwolić sobie na prześladowanie protestantów we własnych granicach.
Pozytywne skutki pokoju łaski w znacznej mierze zaprzepaścił Ludwik XIV, który w 1685 edyktem z Fontainebleau zniósł wolność wyznania i przyczynił się do emigracji sporej rzeszy hugenotów. W tym aspekcie edykt z Alais jest traktowany niejednokrotnie jako etap przejściowy na drodze obalania postanowień nantejskich z końca XVI wieku.